# Turismul în Ungaria

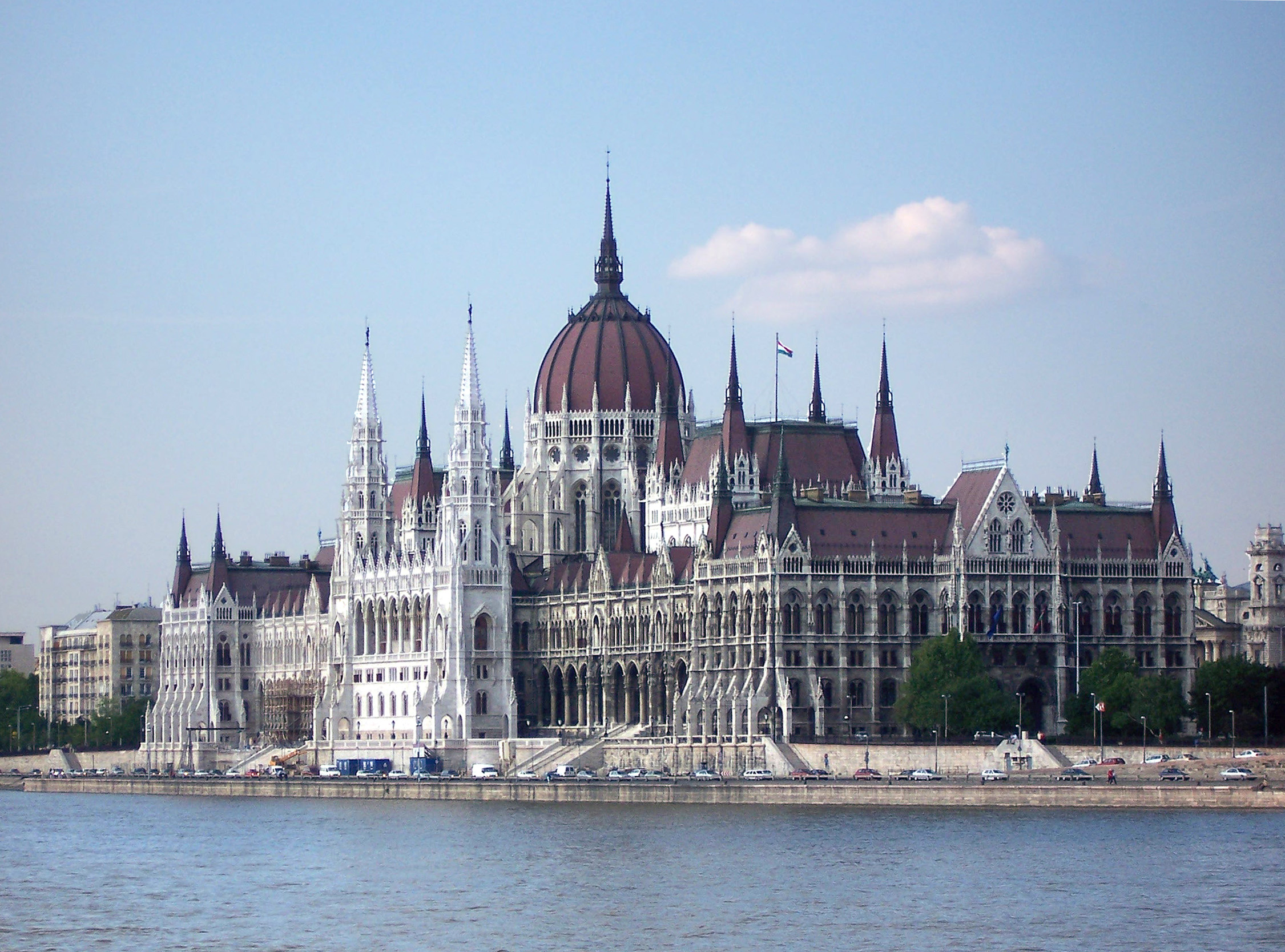
Parlamentul din Budapesta

Turismul în Ungaria se concentrează asupra peisajelor naturale și a moștenirii sale istoriei bogate. Traversată de apele Dunării, Ungaria dispune de un peisaj variat, incluzând munți de altitudine medie, regiuni clasice precum Lacul Balaton, regiunea viticolă Tokaj și Rezervația Națională Hortobágy, care este una din cele bine păstrate câmpii din Europa. Un rol deosebit în turismul din Ungaria îl reprezintă forma turismului rural, prin care se pun în valoare tradiții multiseculare ale unor regiuni rurale bine conservate.

## Regiuni turistice
- Balaton
- Budapesta și împrejurimele
- Câmpia Maghiară și Lacul Tisa
- Regiunea viticolă Eger-Tokaj
- Pannonia

### Budapesta și împrejurimile
Budapesta este capitala Ungariei. Este situată pe ambele maluri ale Dunării, care rezultă, că orașul este format din două părți. În partea de est a Dunării se află Pesta, care ocupă două treimi din suprafață, iar pe partea de vest se află Buda cealaltă treime a orașului.